# WhiteKnightOne
WhiteKnightOne, pierwotnie zwany White Knight (ang. Biały Rycerz, skrót: WK1) – eksperymentalny samolot napędzany silnikami turboodrzutowymi, który wynosi załogowy statek kosmiczny SpaceShipOne (SS1) na wysokość umożliwiającą mu samodzielny lot do granicy atmosfery (100 km). WK1 wznosi się na wysokość 16 km, na której SpaceShipOne zostaje odłączony, po czym sam powraca na lotnisko.
Projektantem samolotu jest Burt Rutan, założyciel firmy Scaled Composites, która wykonała ten samolot (jako Model 318). Jedyny wyprodukowany egzemplarz został wykorzystany do lotów testowych, a następnie lotów w ramach konkursu X Prize, który został wygrany przez samolot rakietowy SpaceShipOne, wstępnie wyniesiony na wysokość stratosfery samolotem WK1.
Doświadczenia zgromadzone przy budowie zestawu WK1/SS1 zostały wykorzystane przy konstrukcji i budowie przez Scaled Composites zestawu samolot nosiciel i samolot rakietowy WK2/SS1, który będzie wykorzystywany komercyjnie do lotów turystycznych na wysokość ponad 100 km.
Sam samolot WK1 był później wykorzystywany do testów lądowania wojskowego statku kosmicznego X-37 (w latach 2005–2006).